# الحسن الداخل
الحسن الداخل هو الجد المباشر للشريف بن علي مؤسس السلالة العلوية الحاكمة الحالية للمغرب، حيث استقدم الحسن الداخل من مدينة ينبع بمنطقة الحجاز في عام 664 هـ وقيل عام 663 هـ، أي بمنتصف القرن الثالث عشر الميلادي من قبل بعض سكان سجلماسة المغاربة بمنطقة تافيلالت ليكون إمامهم راجين بذلك أن تحل عليهم البركة لتحسين إنتاج التمور كون الحسن الداخل من سلالة النبي محمد فقد اتصل المغاربة بالشريف القاسم بن محمد بن أبي القاسم الحسني في مدينة ينبع فأرسل ابنه الحسن إلى المغرب.

## نسبه
الحسن الداخل بن القاسم بن محمد بن أبي القاسم بن محمد بن الحسن بن عبد الله بن محمد بن عرفة بن الحسن بن أبي بكر بن علي بن الحسن بن أحمد بن إسماعيل بن القاسم بن محمد النفس الزكية بن عبد الله الكامل بن الحسن المثنى بن الحسن بن علي بن أبي طالب بن عبدالمطلب بن هاشم.

## اختلاف النسابين بعقب محمد النفس الزكية
اختلف النسابون في عقب محمد النفس الزكية:
- فمنهم من عدهم ثلاثة كمحمد كاظم بن أبي الفتوح بن سليمان اليماني الموسوي في كتابه النفحة العنبرية في أنساب خير البرية،[6]

وهم (عبد الله الأشتر، محمد الثاني، الحسن).
- فمنهم من عدهم أربعة كفخر الدين الرازي في كتابه الشجرة المباركة،[7]، وكذلك أبو نصر البخاري في كتابه سر السلسلة العلوية في أنساب السادة العلوية،[8]

وهم (عبد الله الأشتر، علي، الطاهر، الحسن).
- وكذلك عدهم أربعة النسابة محمد بن أحمد بن عميد الدين الحسيني النجفي وهو من أعلام القرن التاسع والعاشر الهجري في كتابه بحر الأنساب المسمى بالمشجر الكشاف لأصول السادة الأشراف ص 188 [9] وهم (عبد الله الأشتر، علي، الطاهر، إبراهيم).
- ومنهم من عدهم خمسة كمصعب الزبيري في كتابه نسب قريش [10]

وهم (عبد الله الأشتر، علي، الطاهر، الحسين وقال بعض النسابين الحسن، إبراهيم).
- وكذلك عدهم خمسة ابن سعد المتوفى عام 230 في كتابه الطبقات الكبرى الجزء السابع ص 535 وهم (عبد الله الأشتر، علي، الحسن، الطاهر، إبراهيم).[11]
- ومنهم من عدهم ستة كأبو الحسن علي بن محمد العمري في كتابه المجدي في أنساب الطالبيين، وهم (عبد الله الأشتر، علي، الطاهر، الحسن، إبراهيم، يحيى).[12]
- وكذلك عدهم ستة ابن حزم الأندلسي في كتابه جمهرة أنساب العرب وهم (عبد الله الأشتر، علي، الطاهر، الحسن، إبراهيم، أحمد).[13]
- وذكر النسابة ابن طباطبا وهو إبراهيم بن ناصر ابن طباطبا الذي كان حيا بالقرن الخامس الهجري في كتابه منتقلة الطالبية ص 309 أن ذرية محمد النفس الزكية من الحسن الأعور بن محمد بن عبد الله الأشتر.[14]
- وذكر النسابة شيخ الشرف أبو الحسن محمد بن محمد بن علي العبيدلي المتوفى عام 436 هـ تقريبا (وقيل بعدها) في كتابه تهذيب الأنساب ونهاية الأعقاب ص 35 أن ذرية محمد النفس الزكية من عبد الله الأشتر وحده.[15]
- وذكر ابن الطقطقي المتوفى عام 709 هـ في كتابه الأصيلي في أنساب الطالبيين ص 76 أن ذرية محمد النفس الزكية من عبد الله الأشتر وحده.[16]
- وذكر ابن عنبه المتوفى عام 828 هـ في كتابه عمدة الطالب في أنساب آل أبي طالب ص 96 أن ذرية محمد النفس الزكية من عبد الله الأشتر وحده.[17]

- وذكر النسابة تاج الدين بن محمد بن حمزة المعروف بابن زُهرة الفوعي المتوفى عام 927 هـ  في كتابه غاية الاختصار في البيوتات العلوية المحفوظة من الغبار ص 26 أن ذرية محمد النفس الزكية من عبد الله الأشتر وحده.[18]

- وأيضا ذكر محمد بن الحسين السمرقندي الحسيني المتوفى عام 996 هـ في كتابه تحفة الطالب بمعرفة من ينتسب إلى عبدالله آل أبي طالب ص 22 أن ذرية محمد النفس الزكية من عبد الله الأشتر وحده.[19]

- وذكر النسابة أبي عبد الله حسين بن عبد الله السمرقندي الحسيني المتوفى عام 1043 هـ في كتابه أنساب الطالبيين ص 59 بأن عقب محمد النفس الزكية من عبد الله الأشتر وحده.[20]

- وذكر النسابة عزيز الدين أبي طالب إسماعيل بن الحسين بن محمد المروري الأزورقاني الحسيني المتوفى عام 614 هـ (وقيل بعد عام 614 هـ) في كتابه الفخري في أنساب الطالبيين ص 86 أن ذرية محمد النفس الزكية من عبد الله الأشتر وحده.[21]
- وكذلك عدهم ستة النسابة أبي عبد الله محمد بن محمد بن أحمد الجزي الكلبي الغرناطي المتوفى عام 741 هـ في كتابه الأنوار في نسب آل النبي المختار ص 48 وهم (عبد الله الأشتر، الحسن، الطاهر، علي، أحمد، إبراهيم).[22]
- وذكر النسابة ضامن بن شدقم الحسيني الذي كان حيا عام 1090 هـ في كتابه تحفة الأزهار وزلال الأنهار في أنساب أبناء الأئمة الأطهار ص 334 أن ذرية محمد النفس الزكية من عبد الله الأشتر وحده.[23]
- وذكر النسابة يحيى بن الحسن بن جعفر الحسيني العقيقي المتوفى عام 277 هـ في كتابه المعقبين من ولد الإمام أمير المؤمنين ص 63 أن ذرية محمد النفس الزكية من عبد الله الأشتر وحده.[24]
- وذكر النسابة يحيى بن محمد بن القاسم بن محمد بن إبراهيم طباطبا الحسني المتوفى عام 478 هـ في كتابه أبناء الإمام في مصر والشام ص 87 أن ذرية محمد النفس الزكية من عبد الله الأشتر وحده.[25]
- وذكر النسابة المتأخر جعفر الأعرجي الحسيني المتوفى عام 1332 هـ في كتابه مناهل الضرب في أنساب العرب ص 187 أن ذرية محمد النفس الزكية من عبد الله الأشتر وحده.[26]

- وذكر النسابة المتأخر أبي علامة محمد المؤيدي الحسني اليماني المتوفى عام 1044 هـ في مشجره ص 59 أن ذرية محمد النفس الزكية (عبد الله الأشتر، الحسن، الطاهر، علي، إبراهيم).[27]

- وذكر النسابة المعاصر أحمد ضياء العنقاوي في كتابه معجم أشراف الحجاز في بلاد الحرمين ص 22 أن ذرية محمد النفس الزكية من عبد الله الأشتر وحده باتفاق النسابين.[28]

- ومنهم من عدهم سبعة كنسابوا ومؤرخوا المغرب، وكذلك النسابين المعاصرين مثل مهدي الرجائي الموسوي وأنس الكتبي، وهم (عبد الله الأشتر، علي، الطاهر، الحسن، أحمد، إبراهيم، القاسم).[29][30]

ومما ذُكر في عدد أبنائه أنهم عشرة رجال، وخمس بنات:
- أما الرجال فهم:

1. القاسم بن محمد النفس الزكية وهو الأكبر ومن عقبه زيدان جد ملوك المغرب السعديون والحسن الداخل جد ملوك المغرب العلويين[31]
2. عبد الله الأشتر وبه يكنى، أعقب ولدا يدعى محمد.
3. علي، أمه هو وعبد الله الأشتر (المذكور أعلاه)، هي أم سلمة بنت محمد بن الحسن المثنى بن الحسن بن علي بن أبي طالب
4. الحسن، وقال بعضهم الحسين.
5. الطاهر، أمه فاخته بنت فليح بن محمد بن المنذر بن الزبير بن العوام.
6. إبراهيم
7. أحمد
8. يحيى
9. موسى
10. محمد، ذكره اليماني الموسوي في النفحة، وكذلك الفتوني العاملي في التهذيب.

- أما البنات فهن:

1. فاطمة وزينب أمهما أم سلمة بنت محمد بن الحسن المثنى بن الحسن بن علي بن أبي طالب

- وزاد العمري:

1. أم كلثوم
2. أم سلمة
3. أم علي

## أعقابه
تزوج الحسن وهو في الستين من عمره بابنة أبي إبراهيم أحد وجهاء سجلماسة رئيس الوفد الذي كان له شرف القدوم له، وأنجب منها ولد واحدا وهو محمد، وأنجب محمد بن الحسن الداخل ولدا واحدا كذلك، وهو الحسن الذي أنجب ولدين اثنين هما: عبد الرحمن المعروف بأبي البركات، وعلي المعروف بالشريف السجلماسي الذي برزت شخصيته في ميدان الجهاد وفي مجالات البر والإحسان.

## قصة قدوم الحسن الداخل
اعتمادا على المصادر التاريخية أن وفد الحجاج السجلماسيين كان يرغب في وجود شخصية من آل البيت بينهم في سجلماسة للتبرك به حيث لم يكن بها أجد من آل البيت، فاتصلوا بشريف "ينبع النخل، المولى القاسم بن محمد بن أبي القاسم، فطلبوا منه أن يرسل معهم أحد أولاده الثمانية إلى بلادهم تكريما وتشريفا لهم، فاستجاب الشيخ الشريف لطلب الوفد، واختار من أولاده من يليق بتمثيل الأخلاق النبوية والأريحية الهاشمية، وكان الابن المختار الذي رشحته أخلاقه الكريمة وإنسانيته المهذبة لهذه السفارة الشريفة هو الحسن الداخل الذي تبلورت طيبوبته في حواره مع أبيه للغاية المقصودة، إذ قال الأب لابنه وهو يختبر فكره وسلوكه: "من فعل معك الخير ما تفعل معه؟ "أجاب الحسن: "أفعل معه الخير" قال الأب: "ومن فعل معك الشر؟ "أجاب الابن: "أفعل معه الخير !" قال الشيخ: "فيرد ذلك الشر !!" قال الحسن: "فأعود له بالخير إلى أن يغلب خيري على شره !! فابتهج الشيخ القاسم واستنار وجهه، وأرسله مع الوفد المغربي مودعا بالدعاء له بالبركة فيه وفي عقبه.